# Karakalpakiska ASSR
Karakalpakiska ASSR var en autonom socialistisk sovjetrepublik i Karakalpakstan inom Uzbekistan, kring södra delen av Aralsjön. Det var den enda autonoma sovjetrpubliken i Sovjetiska Centralasien.

## Historia
1939 hade republiken en befolkningen på 303 470 invånare, var 38 procent var karakalpaker, 28,2 procent kazaker, 27,6 procent uzbeker och en procent ryssar.
Karakalpakiska ASSR bestod av en del av Kyzyl Kum-öknen, Amu-Darja-dalen och en del av Ust-Urt-platån. Större delen av befolkningen bodde i oaser vid Amu-Darjas nedre lopp, där bomull och ris odlas. Större delen av Karakalpakiska ASSR var öknar el. ökenartade trakter med boskapsskötsel (uppfödning av karakulfår och kameler). Inga järnvägar fanns; den viktigaste trafikleden utgjordes av Amu-Darja.
Befolkningens utbildningsnivå var låg; under tsartiden var 99,8% analfabeter, men under senare tid fick Karakalpakiska ASSR flera skolor. Huvudstad är sedan 1932 Nukus; 1924—28 och 1930—32 var Turtkul huvudstad, 1928—30 Tsjimbaj. 1932 upprättades Karakalpakernas autonoma område, som 1936 blev autonom republik.

## Källa
- Karakalpakista’n, Svensk uppslagsbok, 1955.